# 小田村寅二郎
小田村 寅二郎（おだむら とらじろう、大正3年〈1914年〉3月2日 - 平成11年〈1999年〉6月4日）は、日本の保守派の学者。亜細亜大学教授。日本学生協会理事、精神科学研究所創立者、国民文化研究会理事長。戦前の帝大での学風刷新運動の中心人物で、右派の立場から体制批判、自由主義・社会主義批判、反戦運動を展開し、小田村事件により東京帝国大学法学部退学処分となった。

## 生涯

### 生い立ちと教育
東京府東京市四谷区に小田村有芳の次男として生まれる。大正9年（1920年）4月、学習院初等科入学。大正15年（1926年）4月、学習院中等科入学。同年9月、東京府立第一中学校編入。中学卒業の頃に肋膜炎に罹患し、療養生活に入る。昭和8年（1933年）4月、第一高等学校文科丙類（仏語専攻）入学。一高では田所廣泰が主宰する昭信会に入会した。

### 東大時代と
一高卒業後、1年の白線浪人を経て、昭和12年（1937年）4月に東京帝国大学法学部政治学科入学。矢部貞治助教授（近衛文麿の昭和研究会に参加。戦後に拓大総長、中曾根康弘ブレーン）の講義内容を巡るいわゆる「小田村事件」が起こり、平賀粛学、大政翼賛会成立の後、寅二郎は無期停学、退学処分となった。なお、この際の小田村・田所と矢部との往復書簡は1941年に『教育はかくして改革せらるべし』、『日本政治学原理を追求して』の題で出版されている。

### 政治活動
昭信会などが発展した日本学生協会が昭和15年（1940年）5月に結成されると寅二郎は理事となり、田所廣泰を支えた。顧問には近衛文麿をはじめ、末次信正、三井甲之などを迎えた。なお、日本学生協会は東京憲兵隊による検挙がきっかけで昭和18年（1943年）10月に解散している。昭和31年（1956年）4月に設立された国民文化研究会は日本学生協会の実質的な後継団体である。
昭和47年（1972年）4月、亜細亜大学教授に就任。
平成11年（1999年）6月4日、逝去。

## 人物
- 小田村有芳の次男。弟に小田村四郎がいる。楫取素彦（小田村伊之助）は父方の曾祖父。母の治子は、楫取三郎男爵の妹で、希家の実弟楫取道明の娘。曾祖母、楫取の妻の久子は吉田松陰の妹である。
- 1972年12月の訪台を機会に、1945年以降に発行された台湾の全ての切手蒐集を決意した。

## 主な著書

### 単著
- 『日本思想の源流――歴代天皇を中心に』（日本教文社、1971年／Kindle版・国民文化研究会、2019年）
- 『昭和史に刻むわれらが道統』（日本教文社、1978年／Kindle版・国民文化研究会、2019年）
- 『学問・人生・祖国――小田村寅二郎選集』（国民文化研究会〈国文研叢書〉、1986年／Kindle版・国民文化研究会、2019年）

### 共編著
- （矢部貞治と共著）『日本政治学原理を追求して――東京帝国大学法学部政治学教授矢部貞治氏と学生小田村寅二郎くんとの学術論争往復文書』（日本学生協会、1941年）
- （田所廣泰・矢部貞治と共編著、高木尚一・今井善四郎・岩本重利寄稿）『教育はかくして改革せらるべし――東大政治学教授矢部貞治氏と学生小田村君の往復文書公表』（日本学生協会、1941年）

戦後刊
- （小田村寅二郎編著）『日本思想の系譜――文献資料集』（全5冊、国民文化研究会、1966-68年）
  - 『新輯 日本思想の系譜　文献資料集』（上・下、時事通信社、1971年）
- （小田村寅二郎編著）『欧米名著邦訳（明治）集――文献資料集』（国民文化研究会、1970年）
- （小柳陽太郎共編）『歴代天皇の御歌――初代から今上陛下まで二千首』（日本教文社、1973年）
  - 増訂版『歴代天皇の御歌――初代から昭和天皇まで二千首』（日本教文社、1989年／Kindle版・国民文化研究会、2019年）
- （小柳陽太郎共編）『入門・聖徳太子十七条憲法』（国民文化研究会〈国民文化入門選書 第四巻〉／Kindle版、2019年）